# Новые Карашиды
Но́вые Караши́ды (баш. Яңы Ҡарашиҙе) — деревня в Уфимском районе Башкортостана, входит в состав Черкасского сельсовета.

## Население
| 2002 | 2009 | 2010 |
| ---- | ---- | ---- |
| 104  | ↗110 | ↘97  |

Национальный состав

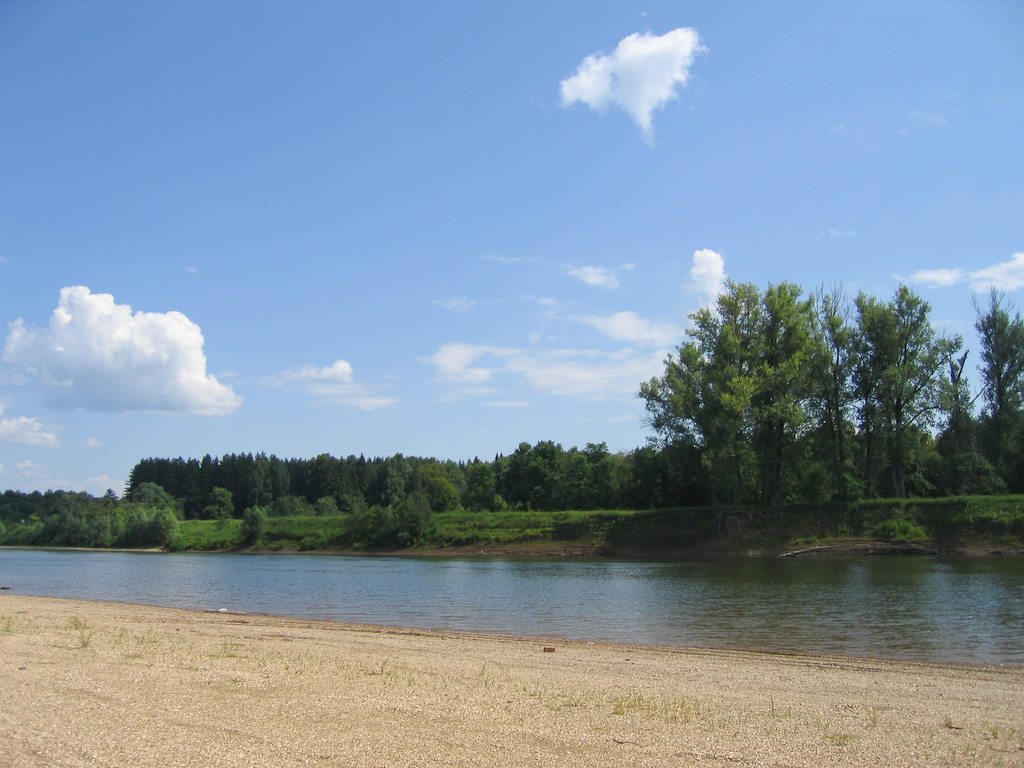
Река Уфа около деревни Новые Карашиды

Согласно переписи 2002 года преобладающая национальность — башкиры (89 %).

## Географическое положение
Находится на правом берегу реки Уфы.
Расстояние до:
- районного центра (Уфа): 41 км
- центра сельсовета (Черкассы): 9 км
- ближайшей ж/д станции (Черниковка): 30 км

## Известные жители и уроженцы
- Булашев, Зинатулла Гизатович (7 апреля 1894 — 11 июля 1938) — советский партийный и государственный деятель, Председатель СНК Башкирской АССР (1930—1937)[5].
- Файзуллин, Фаниль Саитович (род. 20 мая 1942) — российский философ, социолог, доктор философских наук, профессор, академик Академии наук Республики Башкортостан[6][7].